# Infosys
Інфосис (англ. Infosys Technologies Limited) — індійська мультинаціональна компанія, що займається розробкою складного програмного забезпечення для електронної комерції і телекомунікаційних компаній, бізнес консалтингом та аутсорсингом послуг.
Заснована в 1981 сімома інженерами програмного забезпечення зі стартовим капіталом 250 доларів США .
У 2012 виріс в міжнародну організацію, що налічує понад 145 000 співробітників, з річним оборотом в 6,83 млрд доларів США. Штаб-квартира знаходиться в Бангалорі (Індія).
Згідно з дослідженням Forbes , Infosys вважається однією із найінноваційніших компаній. У звіті Boston Consulting Group  Infosys визнають провідною технологічною компанією. Також Infosys входить в десятку «зелених» компаній відповідно до  Newsweek's Green Rankings.